# المدينة العتيقة لتطوان

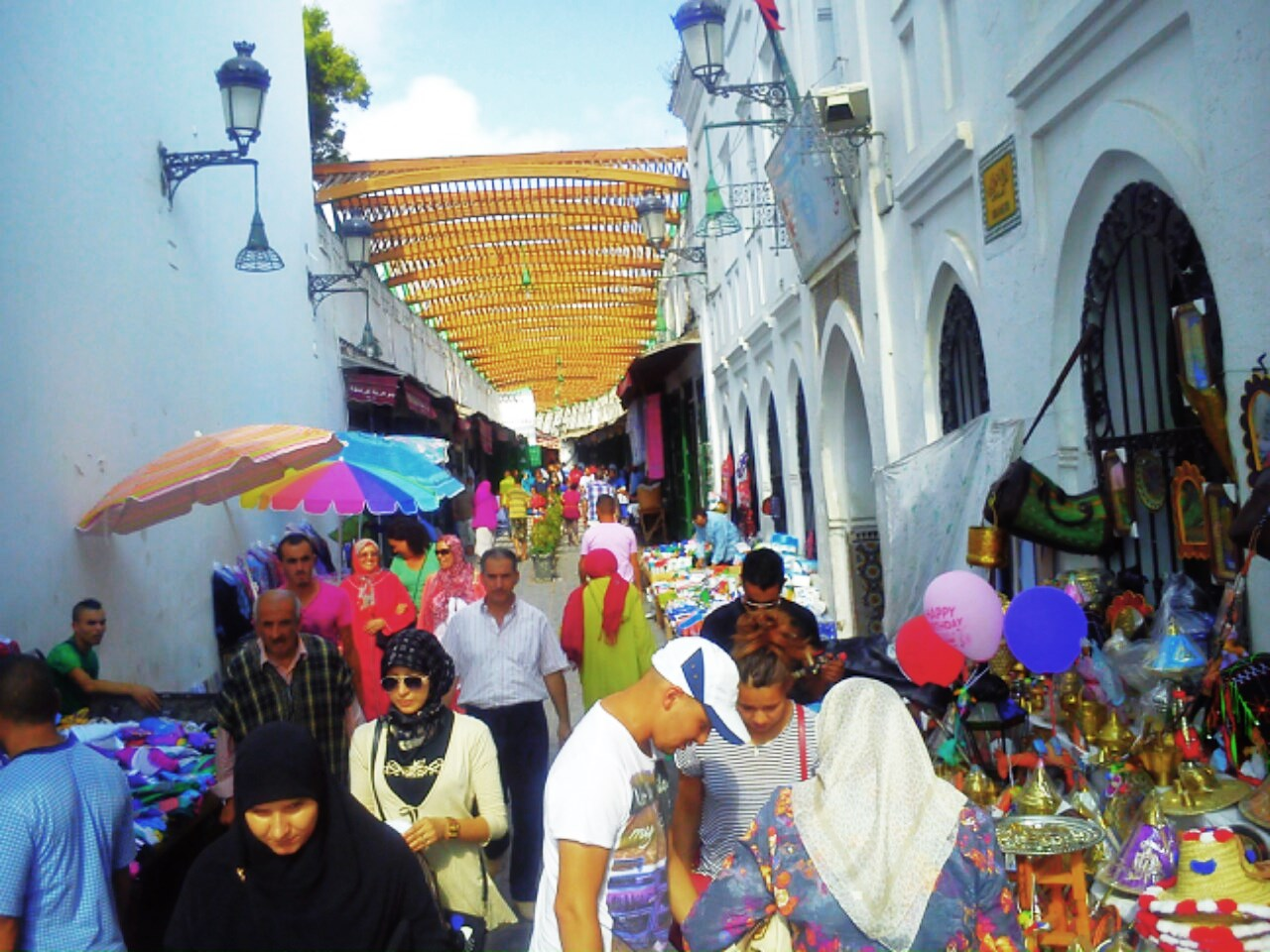
سوق تقليدي بالمدينة القديمة لتطوان

المدينة القديمة لتطوان أو المدينة العتيقة لتطوان أو تطاوين، سجلت في سنة 1997 ضمن قائمة التراث العالمي التي أقرتها منظمة اليونسكو.
تعد المدينة القديمة لتطوان، من أجمل وأشهر الاماكن السياحية في تطوان لكونها إحدى المواقع الأثرية المُتربعة على قائمة اليونسكو للتراث العالمي بفضل الروح الأندلسية التي تفوح من قلب مبانيها وأسواقها التاريخية وأزقتها وممراتها العتيقة المرصوفة بالحصى، ومقاهيها الشعبيةة،
عرفت مدينة تطوان أهمية كبرى في التاريخ المغربي والحضارة الإسلامية ككل، حيث كانت تمثل ابتداء من القرن الثامن عشر منعطفا رئيسيا بين المغرب والأندلس.
بعد سقوط الأندلس بيد القشتاليين، أعيد بناؤها من طرف المغاربة الذين طردوا من الأندلس. وهذا ما جعل الجمالية المغربية تتمازج بين التأثيرات الأندلسية والطابع الأصيل في الهندسة المعمارية والفنون بصفة عامة.
تعتبر المدينة العتيقة لتطوان من أصغر المدن العتيقة المغربية كما تميزت ببعدها عن التأتيراث الهندسية الخارجية.

## وصف
العنصر الرئيسي للمدينة هي الأسوار التي تحيط بالمدينة والتي يعود تاريخها إلى نهاية القرن الخامس عشر، وتسمح هذه الأسوار بالمرور عبر 7 مداخل هي: باب العقلة، باب سعيدة (باتجاه الشرق)، باب المقارة وباب الجياف (باتجاه الشمال)، باب النوادر (باتجاه الغرب)، باب التوت، باب الرموز (باتجاه الجنوب). الشوارع داخل المدينة خلابة وتعج بالناس. المناطق الرئيسية التي يرجع تاريخها إلى بناء المدينة هي: العيون، السانية، ترنكات، الرباط الأعلى، بليد، الرباط الأسفل والملاح.
عادة ما يتم الحفاظ على المنازل في المدينة بشكل جيد للغاية من قبل أحفاد أصحابها. وقد استفاد البعض من برنامج إعادة التأهيل الذي موّله المجلس العسكري الأندلسي. من وجهة نظر معمارية، تتكون المنازل عمومًا من: (1) طابق أرضي مع ممر مدخل (زاغوان، دهليز) يفتح على فناء (صحن)، حيث تفتح عليه غرفتان أو ثلاث غرف مغلقة (بت)، وشرفة. غرفة المعيشة المفتوحة (مقعد) والمطبخ والخدمات؛ و(2) طابق واحد به غرف. مؤقتًا، تخضع المنازل لنمطين معماريين مختلفين:
1. تشمل تلك التي تعود إلى القرن السابع عشر فناءً به أعمدة وأعمدة (8 أو 12) تدعم الأروقة. الزخرفة متقنة بشكل عام.
2. يستخدم أولئك الذين يعودون إلى القرن التاسع عشر تقاطعات حديدية تدعم الأرضية.

قد تحتوي المنازل على حديقة (رياض). الزخرفة غنية باستخدام فسيفساء فاس والخشب المطلي وما إلى ذلك.
وقد تم تزويد هذه المنازل، وكذلك المباني العامة، منذ فترة طويلة بمياه الشرب من خلال شبكة أنابيب من ينابيع المدينة. هذه الشبكة، التي تسمى سكوندو (جائت من الكلمة الإسبانية segundo)، قام بتطويرها علي المنداري نفسه، الذي بنى المدينة على طول خط من الينابيع تنبع من سفح جبل درسة. تشبه هذه التقنية البارعة تلك التي طورها الرومان في وليلي على سبيل المثال، وبالتالي يبدو أنها اعتُمدت من قبل الأندلسيين. قامت بتزويد جميع المنازل وكذلك النوافير العامة والمساجد والحمامات وغيرها. بفضل التضاريس المنحدرة للمدينة. وعلى الرغم من تدهورها الشديد بسبب الأنابيب الحديثة، إلا أن بعض المنازل لا تزال تحتفظ بنوافير هذه المياه الصافية.
وبالإضافة إلى بيوت تطوان، يمكن زيارة العديد من المساجد والزوايا والساحات العمومية والتجارية:
- الأماكن: الفدان (قلب المدينة المطل على المشوار)، غرسة الكبيرة (ساحة تسوق متنوعة)، الولايات (ساحة صغيرة خلابة).
- الشوارع: تارفين (محلات المجوهرات).
- المساجد: الجامع الكبير.
- المدارس التقليدية: مدرسة لوكاش؛ الزوايا: سيدي علي بن ريسون، الحراق، عبد الله الحاج بقال...
- الأسواق: المسداء (بهارات، أجبان)، ساقية الفوقية (ملابس)...

## وصلات خارجية
- تعريف مدقق لمدينة تطوان مصحوب بصور أثرية وأخرى معاصرة